# 稲沢祐介
稲沢 祐介（いなざわ ゆうすけ、1935年 - ）は日本の邦楽の作曲家、旧満州国牡丹江市出身。
日本作曲家協会会員、全日本音楽著作家協会理事。

## 来歴
1960年春、東京赤坂在住の叔母の紹介を経て、武蔵野市在住の故岡本敦郎夫妻に師事する。
岡本敦郎の妻、ピアニスト岡本滋子にピアノの基本レッスンを、岡本敦郎に歌謡曲奏法及歌唱法の手ほどきを受ける。一方、遠藤実を始めとする多くの歌謡作家を輩出した作詩家、故松村又一の門下生となり1966年3月発売の「鳴門小唄」がレビュー作となる。
筆名の稲沢祐介は松村又一の命名による。冠二郎は娘婿である。

## 作風
冠二郎「あなたは男でしょう」、さくらと一郎「かつおぶし」といったロマンチックでユニークな作品に加え、世界一の小売チェーン店で知られる旧ヤオハンの創業者、テレビドラマ「おしん」のモデルとも言われている和田カツの素材原による瀬川瑛子の「やっちゃ場繁盛記」、金田たつえの「この愛に生きて」、北方領土をテーマーにた「あぁ帰りたい～望郷峠～」に見られる様な社会性を反映した作品などバラエティーに富む。他に、短歌に付曲した珍しい作品「明日香野」がある。近作に盲目の人生を生きて行く女性達を描いた作品、金田たつえの「瞽女の恋唄」がある。

## 主な作品
- あなたは男でしょう(1982)野崎秀孝作詞／唄冠二郎
- かつおぶし(1990年5月)松村又一作詞／唄さくらと一郎
- きずな川(1990年5月)菊地宏作詞／唄さくらと一郎
- 夫婦よされ(1991年9月)岡まさと作詞／唄金田たつえ
- ねおん話(1991年10月)岡まさと作詞／唄瀬川瑛子
- やっちゃ場繁盛記(1991年10月)岡まさと作詞／唄瀬川瑛子[4][5]
- かもめ海峡(2005年12月)荒川利夫作詞／唄 秋山洋子
- 風雪夫婦船(2006年1月)高田博作詞／唄 千葉げん太
- この愛に生きて(2012年7月)池田謙一作詞／高橋直人補作詞／唄金田たつえ
- 夫婦桜(2015年1月)菅麻貴子作詞／唄金田たつえ
- 瞽女の恋唄(2016年2月)沼川淳作詞／唄金田たつえ
- 沖縄哀歌(2017年1月))荒川利夫作詞／唄金田たつえ
- 夫婦蛍(2019年1月))土屋正敬作詞／唄金田たつえ
- あぁ帰りたい～望郷峠～(2020年1月))高橋直人作詞／唄金田たつえ

- 短歌歌謡「明日香野」（松村又一作詞）
- 社会福祉法人 静岡県身体障害者福祉会会歌「友愛」、テーマソング「輝きのなかで」

## 関連
1. ↑  “鳴門小唄”. 2015年1月30日閲覧。
2. ↑  “コロナでステージ全滅も冠二郎は31歳差妻とラブ×２ステイホーム”. FRIDAYデジタル (2020年7月6日). 2024年6月8日閲覧。
3. ↑  “明日香野”. 2015年1月30日閲覧。
4. ↑  “1993年4月28日 ヤオハン創業者・和田カツが亡くなった日”.  日本テレビ. 2015年1月30日閲覧。 和田カツの生き方に稲沢が感銘を受け、「やっちゃ場繁盛記」を作曲したとの記述がある。
5. ↑  “やっちゃ場繁盛記”. 2015年1月30日閲覧。